# Argentine-Italie en rugby à XV
Cet article présente l'historique des confrontations entre l'équipe d'Argentine et l'équipe d'Italie en rugby à XV. Les deux équipes se sont affrontées à vingt-quatre reprises dont deux fois en Coupe du monde. Les Argentins ont remporté dix huit rencontres contre cinq pour les Italiens et un match nul.

## Historique
La rivalité entre les deux équipes est née sur la base de l'immigration italienne en Argentine, ainsi que via le nombre de joueurs argentins ayant rejoint l'Italie pour pratiquer le rugby, conduisant à la naturalisation et la sélection d'Argentins sous le maillot national italien.

## Confrontations
| No | Date             | Lieu                                                            | Match              | Score   | Compétition                     |
| -- | ---------------- | --------------------------------------------------------------- | ------------------ | ------- | ------------------------------- |
| 1  | 24 octobre 1978  | Stade Mario-Battaglini, Rovigo — Italie                         | Italie – Argentine | 19 – 6  | Test match                      |
| 2  | 28 mai 1987      | Lancaster Park, Christchurch — Nouvelle-Zélande                 | Argentine – Italie | 25 – 16 | Coupe du monde (match de poule) |
| 3  | 24 juin 1989     | Buenos Aires, Argentine                                         | Argentine – Italie | 21 – 16 | Test match                      |
| 4  | 4 juin 1995      | Basil Kenyon Stadium, East London — Afrique du Sud              | Italie – Argentine | 31 – 25 | Coupe du monde (match de poule) |
| 5  | 17 octobre 1995  | Stade Monumental José Fierro, San Miguel de Tucumán — Argentine | Argentine – Italie | 26 – 6  | Coupe latine                    |
| 6  | 22 octobre 1997  | Lourdes — France                                                | Argentine – Italie | 18 – 18 | Coupe latine                    |
| 7  | 7 novembre 1998  | Stade Leonardo-Garilli, Plaisance — Italie                      | Italie – Argentine | 23 – 19 | Test match                      |
| 8  | 14 juillet 2001  | Buenos Aires — Argentine                                        | Argentine – Italie | 38 – 17 | Test match                      |
| 9  | 16 novembre 2002 | Stade Flaminio, Rome — Italie                                   | Italie – Argentine | 6 – 36  | Test match                      |
| 10 | 11 juin 2005     | Salta — Argentine                                               | Argentine – Italie | 35 – 21 | Test match                      |
| 11 | 17 juin 2005     | Cordoba — Argentine                                             | Argentine – Italie | 29 – 30 | Test match                      |
| 12 | 19 novembre 2005 | Stade Luigi-Ferraris, Gênes — Italie                            | Italie – Argentine | 22 – 39 | Test match                      |
| 13 | 18 novembre 2006 | Stade Flaminio, Rome — Italie                                   | Italie – Argentine | 16 – 23 | Test match                      |
| 14 | 9 juin 2007      | Mendoza — Argentine                                             | Argentine – Italie | 24 – 6  | Test match                      |
| 15 | 28 juin 2008     | Cordoba — Argentine                                             | Argentine – Italie | 12 – 13 | Test match                      |
| 16 | 15 novembre 2008 | Stade olympique, Turin — Italie                                 | Italie – Argentine | 14 – 22 | Test match                      |
| 17 | 13 novembre 2010 | Stade Marcantonio-Bentegodi, Vérone — Italie                    | Italie – Argentine | 16 – 22 | Test match                      |
| 18 | 9 juin 2012      | San Juan — Argentine                                            | Argentine – Italie | 37 – 22 | Test match                      |
| 19 | 23 novembre 2013 | Stade San Paolo, Naples — Italie                                | Italie – Argentine | 14 – 19 | Test match                      |
| 20 | 14 novembre 2014 | Stadio Marassi, Gênes — Italie                                  | Italie – Argentine | 18 – 20 | Test match                      |
| 21 | 11 juin 2016     | Stade Brigadier General Estanislao López, Santa Fe — Argentine  | Argentine – Italie | 30 – 24 | Test match                      |
| 22 | 18 novembre 2017 | Stade Artemio-Franchi, Florence — Italie                        | Italie – Argentine | 15 – 31 | Test match                      |
| 23 | 13 novembre 2021 | Stadio Comunale di Monigo, Trévise — Italie                     | Italie – Argentine | 16 – 37 | Test match                      |
| 24 | 8 novembre 2024  | Stadio Friuli, Udinese — Italie                                 | Italie – Argentine | 18 – 50 | Test match                      |